# Áreas habitadas por povos indígenas

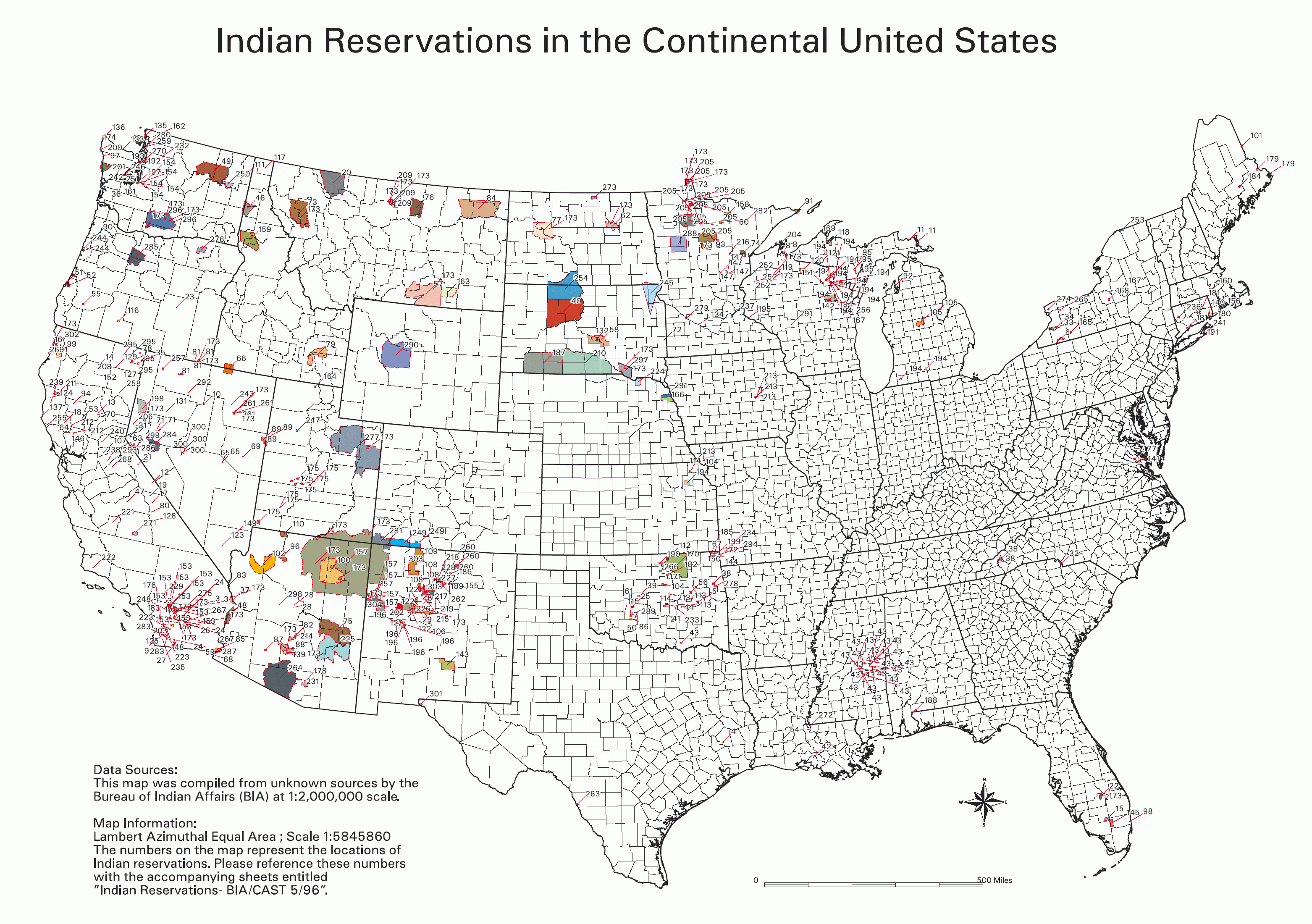
Mapa das reservas indígenas dos Estados Unidos.

As terras ocupadas por povos indígenas são tratadas de maneira diversa ao redor do mundo. Muitos países têm diferentes legislações, definições, nomenclatura (reserva indígenas, em alguns), objetivos, etc., para essas áreas. Para proteger o direito à terra dos povos indígenas, regras especiais podem ser criadas para as terras em que eles vivem. Em outros casos, governos podem estabelecer "reservas" com a intenção de segregação. Alguns povos indígenas vivem em lugares onde seu direito à terra não é reconhecido, ou não eficazmente aplicado.

## Por país

### Na Austrália
- Indigenous Protected Areas

### Na Bolívia
- Native Community Lands

### No Brasil
- Terras indígenas

### No Canada
- Primeiras Nações

### Na Colômbia
- Resguardo indígena

### No Peru
- Reservas comunais

### Na África do Sul
- Bantustões

### Nos Estados Unidos
- Indian reservations